# 名須川良平
名須川 良平（なすかわ りょうへい、1831年1月31日（天保元年12月18日）- 1900年（明治33年）2月3日）は、幕末から明治期の漢学者、政治家。衆議院議員。号・他山。

## 経歴
陸奥国稗貫郡、のちの岩手県稗貫郡花巻町（現花巻市）で生まれた。儒学、武田流兵法（甲州流軍学）を修めた。花巻の郷学・揆奮場の教授、また、作人館修文所教授を務めた。
明治維新後、上京して神奈川県公吏、師範学校教師を務めた。帰郷後、1877年（明治10年）私塾・他山塾を開き、1878年（明治11年）ころに花巻の自由民権結社・大有社で教えた。1887年（明治20年）郡立稗貫高等小学校長に就任した。
1898年（明治31年）3月、第5回衆議院議員総選挙（岩手県第3区）で初当選し、同年8月の第6回総選挙でも再選され、衆議院議員に連続2期在任した。帝国議会開会中の1900年2月に倒れて東京で死去した。

## 国政選挙歴
- 第4回衆議院議員総選挙（岩手県第3区、1894年9月、国民協会）次点落選[5]
- 第5回衆議院議員総選挙（岩手県第3区、1898年3月、進歩党）当選[5]
- 第6回衆議院議員総選挙（岩手県第3区、1898年8月、憲政本党）当選[5]

## 親族
- 五男 名須川良（英学者、浪速高等学校長）[1][6]